# Aboutaleb Talebi
Aboutaleb Talebi Gorgori, persisch ابوطالب طالبی گورگوری, (* 10. April 1945 in Marand; † 21. Juli 2008 in Teheran) war ein iranischer Freistilringer und Teilnehmer an den Olympischen Sommerspielen 1968 in Mexiko-Stadt.
Bei den Olympischen Sommerspielen von Mexiko-Stadt errang er im „Bantamgewicht (57 kg)“ die Bronzemedaille.
Weitere große internationale Erfolge Talebis waren drei Bronzemedaillen, die er ebenfalls im Bantamgewicht bei den Ringer-Weltmeisterschaften 1966 in Toledo (Ohio), Ringer-Weltmeisterschaften 1967 in Neu-Delhi und Ringer-Weltmeisterschaften 1969 in Mar del Plata gewann.